# Unión (Paraguai)
Unión é uma cidade do Paraguai, Departamento San Pedro. Possui uma população de 1 810 habitantes.

## Transporte
O município de Unión é servido pelas seguintes rodovias:
- Caminho em pavimento ligando o município a cidade de San Estanislao
- Caminho em pavimento ligando o município de Veinticinco de Diciembre a cidade de Yataity del Norte.[1][2][3]